# Ereskalapú csengettyűgomba
Az ereskalapú csengettyűgomba (Pluteus phlebophorus) a csengettyűgombafélék családjába tartozó, Európa erdeiben honos, nem ehető gombafaj.

## Megjelenése
Az ereskalapú csengettyűgomba kalapja 2-6 cm széles, alakja kezdetben kúpos vagy harangszerű, később kiterülve is kissé púpos maradhat. Színe világosbarnától a rozsdabarnán át a sötétbarnáig terjedhet. Felszíne a közepén erősen ráncos, redős; a széle felé finomabban, sugarasan ráncos. A széle kissé bordás, csaknem sima. Húsa enyhén retekszagú, íze fanyar.
Sűrűn álló, széles, szabadon álló lemezei fiatalon fehéresek, majd fakó hússzínűek. Élük fehéren pihés.
Spórapora rózsaszín. Spórája majdnem kerek vagy széles ellipszoid, sima, mérete 7-8 x 5-7 µm.
Tönkje 3-6 cm magas és 2-8 mm vastag. Színe fiatalon fehér, később lefelé barnássárga. Az alja megvastagodhat. Felszíne sima, helyenként hosszanti fehér szálakkal.

### Hasonló fajok
Hasonlít hozzá a nagyobb és sima kalapú barna csengettyűgomba vagy a sárga kalapú sárgászöld csengettyűgomba.

## Elterjedése és termőhelye
Európában honos. Magyarországon nem ritka. 
Hegyvidéki lombos erdőkben, ligeterdőkben, nagyobb parkokban él a fák korhadó tuskóin, földön heverő törzsein, mindig egyesével. Az árnyékos, párás termőhelyeket kedveli. Nyár elejétől november végéig terem.

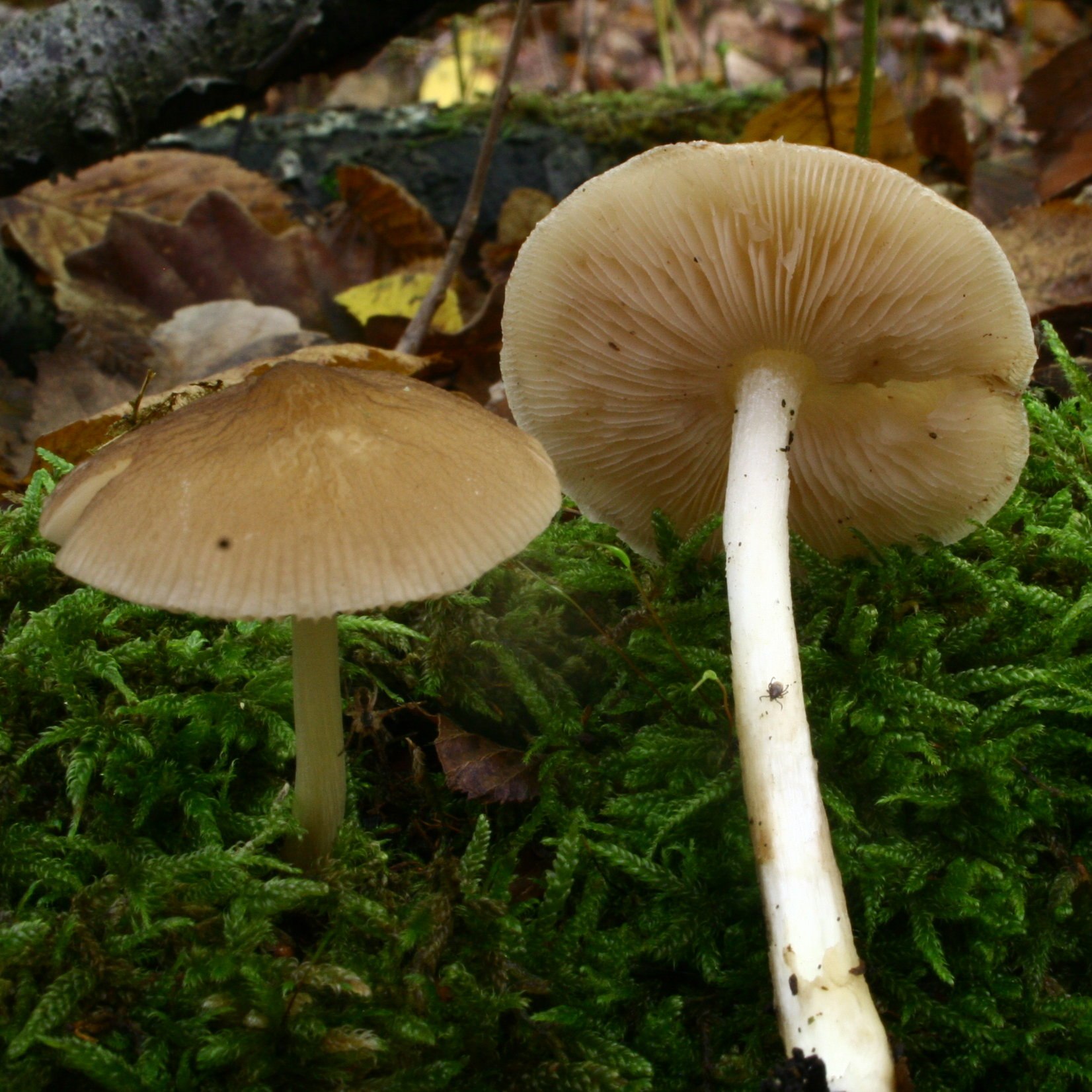
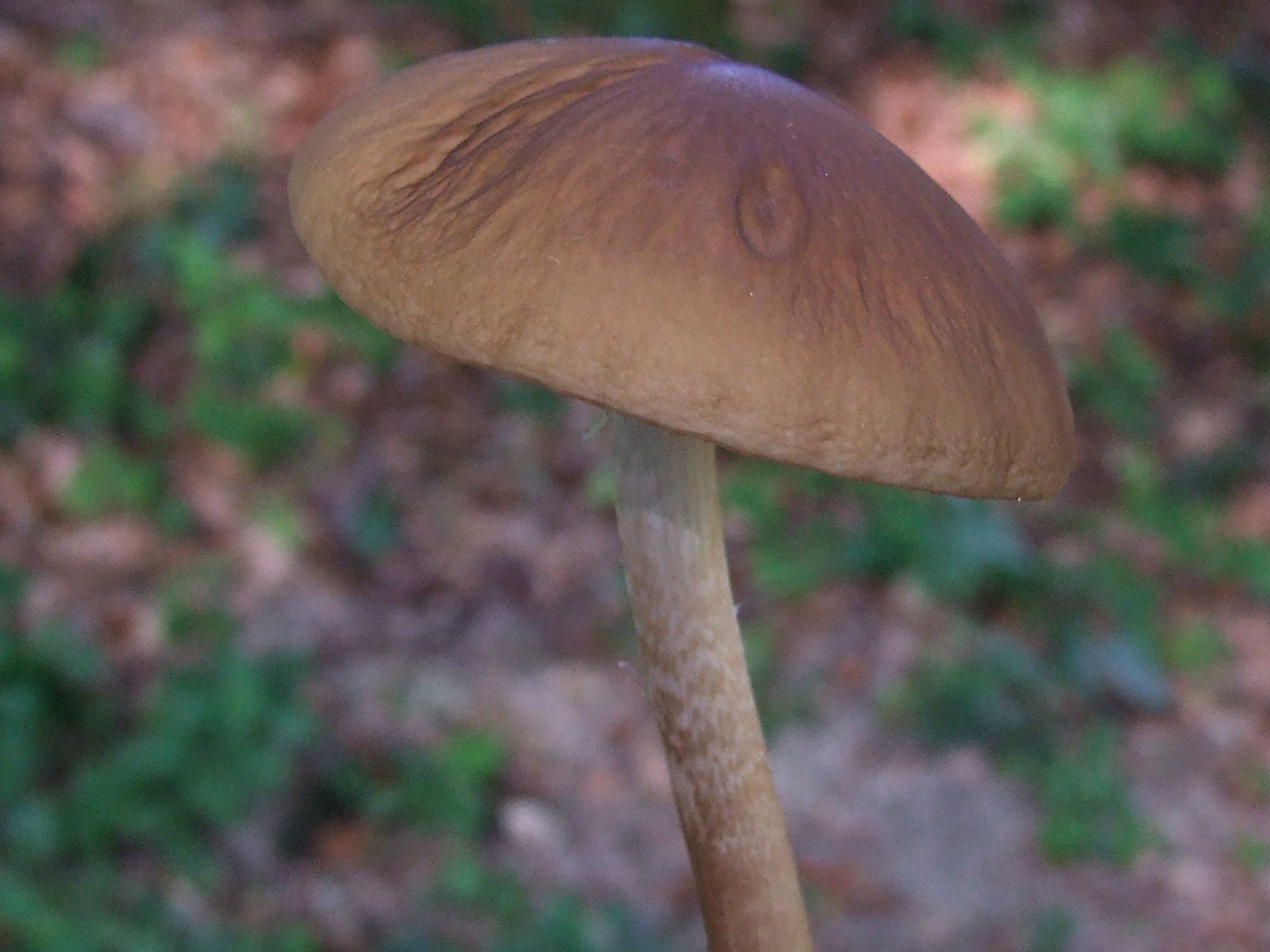
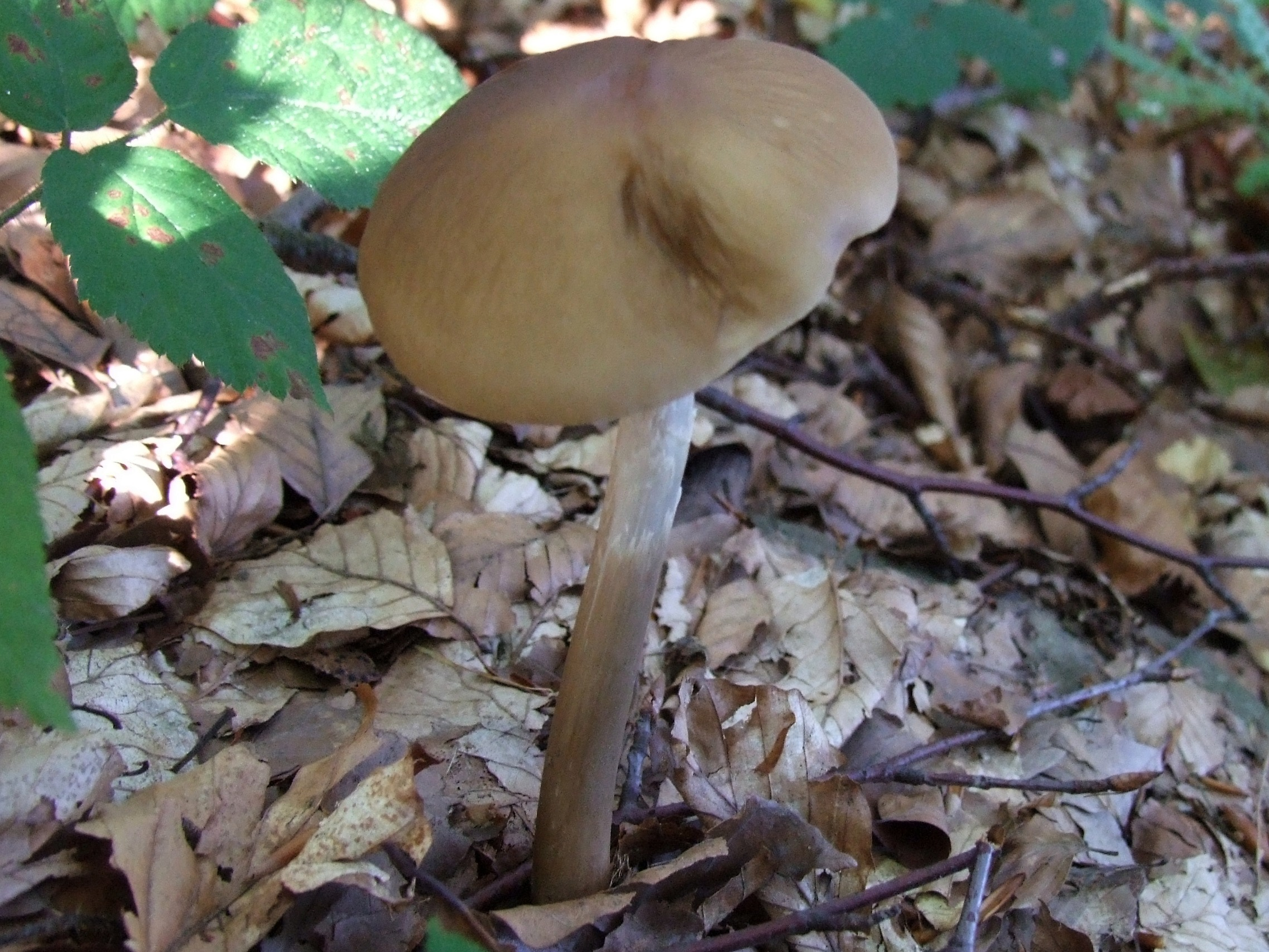

Nem ehető.   